# Beraea crichtoni
Beraea crichtoni är en nattsländeart som beskrevs av Moretti 1981. Beraea crichtoni ingår i släktet Beraea och familjen sandrörsnattsländor. Inga underarter finns listade i Catalogue of Life.